# Türingia vasútvonalainak listája

Németország tartományai

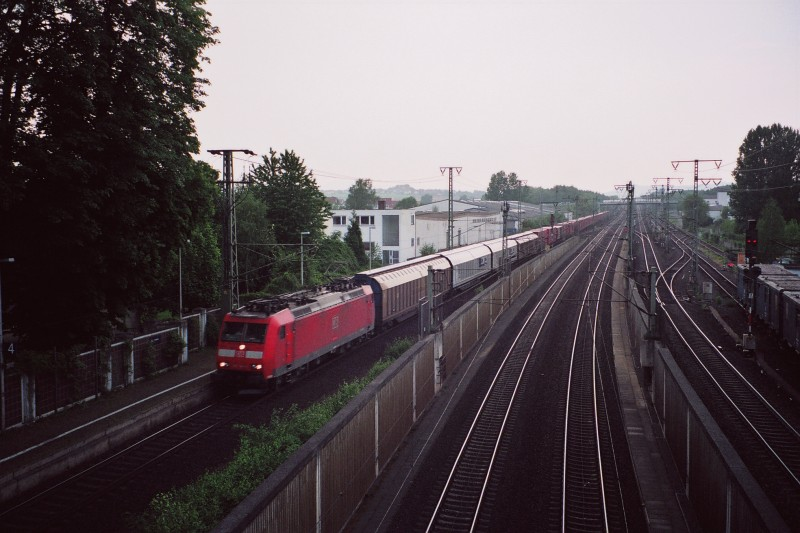
Tehervonat a Halle-Kassel vasútvonalon

Ez a lista a németországi Türingia tartomány vasútvonalait sorolja fel ábécé sorrendben. A lista nem teljes.

## Vasútvonalak
- Altenburg–Langenleuba-Oberhain-vasútvonal
- Arnstadt–Ichtershausen-vasútvonal
- Arnstadt–Saalfeld-vasútvonal
- Bad Berka–Blankenhain-vasútvonal
- Bad Salzungen–Vacha-vasútvonal
- Ballstädt–Straußfurt-vasútvonal
- Bebra–Erfurt-vasútvonal
- Bleicherode–Herzberg-vasútvonal
- Bretleben–Sondershausen-vasútvonal
- Feldbahn Brotterode–Wernshausen-vasútvonal
- Bufleben–Großenbehringen-vasútvonal
- Coburg–Sonneberg-vasútvonal
- Crossen an der Elster–Porstendorf-vasútvonal
- Ebeleben–Mühlhausen-vasútvonal
- Ebersdorf–Neustadt-vasútvonal
- Eisenach–Meiningen-vasútvonal
- Eisfeld–Schönbrunn-vasútvonal
- Eisfeld–Sonneberg-vasútvonal
- Ellrich–Zorge-vasútvonal
- Elstertal-vasútvonal
- Erfurt–Bad Langensalza-vasútvonal
- Erfurt–Leipzig/Halle-vasútvonal
- Erfurt–Nottleben-vasútvonal
- Erfurt–Weimar-vasútvonal
- Esperstedt-Oldislebener-vasútvonal
- Felda-vasútvonal
- Förtha–Gerstungen-vasútvonal
- Frankenwald-vasútvonal
- Friedberg-vasútvonal
- Friedrichrodaer-vasútvonal
- Gaschwitz–Meuselwitz-vasútvonal
- Georgenthal–Tambach-Dietharz-vasútvonal
- Gera-Meuselwitz-Wuitzer-vasútvonal
- Gera-Pforten–Wuitz-Mumsdorf-vasútvonal
- Gerstungen–Vacha-vasútvonal
- Glauchau–Gößnitz-vasútvonal
- Gößnitz–Gera-vasútvonal
- Gotha–Gräfenroda-vasútvonal
- Gotha–Leinefelde-vasútvonal
- Greußen–Keula-vasútvonal
- Großheringen–Straußfurt-vasútvonal
- Halle-Kassel vasútvonal
- Harzquer-vasútvonal
- Heiligenstadt–Schwebda-vasútvonal
- Helmetalbahn-vasútvonal
- Hildburghausen–Lindenau-Friedrichshall-vasútvonal
- Hinterland-vasútvonal
- Hockeroda–Unterlemnitz-vasútvonal
- Hohenebra–Ebeleben-vasútvonal
- Hünfeld–Wenigentaft-Mansbach-vasútvonal
- Ilmenau–Großbreitenbach-vasútvonal
- Immelborn–Steinbach-vasútvonal
- Kanonen-vasútvonal
- Köditzberg–Königsee-vasútvonal
- Kohlebahn Meuselwitz–Haselbach–Regis-Breitingen-vasútvonal
- Kyffhäuser Kleinbahn-vasútvonal
- Kyffhäuserbahn-vasútvonal
- Langensalzaer Kleinbahn-vasútvonal
- Laucha–Kölleda-vasútvonal
- Leinefelde–Gotha-vasútvonal
- Leinefelde–Treysa-vasútvonal
- Leinefelde–Wulften-vasútvonal
- Lipcse–Probstzella-vasútvonal
- Lipcse–Hof-vasútvonal
- Ludwigsstadt–Lehesten-vasútvonal
- Meuselwitz–Ronneburg-vasútvonal
- Mitte-Deutschland-Verbindung-vasútvonal
- Mühlhausen–Treffurt-vasútvonal
- Naumburg–Artern-vasútvonal
- Nessetalbahn-vasútvonal
- Neudietendorf–Ritschenhausen-vasútvonal
- Neumark–Greiz-vasútvonal
- Niederpöllnitz–Münchenbernsdorf-vasútvonal
- Nordhausen-Erfurter Eisenbahn-vasútvonal
- Northeim–Nordhausen-vasútvonal
- Nürnberg–Erfurt nagysebességű vasútvonal
- Obereichsfelder Klein-vasútvonal
- Oberweißbacher Berg-vasútvonal
- Ohratal-vasútvonal
- Orlamünde–Oppurg-vasútvonal
- Orla-vasútvonal
- Orlamünde–Pößneck-vasútvonal
- Osterhagen–Nordhausen-vasútvonal
- Parkeisenbahn Gera-vasútvonal
- Plaue–Themar-vasútvonal
- Pressig-Rothenkirchen–Tettau-vasútvonal
- Kleinbahn Rennsteig–Frauenwald-vasútvonal
- Rentwertshausen–Römhild-vasútvonal
- Rudolstadt–Bad Blankenburg-vasútvonal
- Saal-vasútvonal
- Saalfeld–Gera-vasútvonal
- Saalfeld–Lichtenfels-vasútvonal
- Sangerhausen–Erfurt-vasútvonal
- Schleiz–Saalburg-vasútvonal
- Schmalkalden–Brotterode-vasútvonal
- Schönberg–Hirschberg-vasútvonal
- Schönberg–Schleiz-vasútvonal
- Schwarzatalbahn-vasútvonal
- Schwebda–Wartha-vasútvonal
- Schweinfurt–Meiningen-vasútvonal
- Sonneberg–Probstzella-vasútvonal
- Sonneberg–Stockheim-vasútvonal
- Steinachtalbahn-vasútvonal
- Steinbacher Bergwerks-vasútvonal
- Straußfurt–Großheringen-vasútvonal
- Pfefferminzbahn-vasútvonal
- Südharzstrecke-vasútvonal
- Suhl–Schleusingen-vasútvonal
- Tettautalbahn-vasútvonal
- Themar–Plaue-vasútvonal
- Thüringer Bahn-vasútvonal
- Thüringerwaldbahn-vasútvonal
- Triptis–Marxgrün-vasútvonal
- Trusebahn-vasútvonal
- Ulstertal-vasútvonal
- Unstrut-vasútvonal
- Werdau–Weida–Mehltheuer-vasútvonal
- Weimar–Kranichfeld-vasútvonal
- Weimar–Gera-vasútvonal
- Weimar-Rastenberger Eisenbahn-vasútvonal
- Wenigentaft-Oechsener Eisenbahn-vasútvonal
- Werrabahn-vasútvonal
- Wismut-Werkbahn-vasútvonal
- Wutha–Ruhla-vasútvonal
- Zeitz–Altenburg-vasútvonal
- Zeitz–Camburg-vasútvonal
- Zella-Mehlis–Wernshausen-vasútvonal
- Zeulenroda unt Bf–Zeulenroda ob Bf-vasútvonal